# مؤتمر الأمم المتحدة للتغير المناخي 2023
مؤتمر الأمم المتحدة للتغير المناخي 2023 أو مؤتمر COP28 هو مؤتمر الأمم المتحدة الثامن والعشرون للتغير المناخي، عقد في الفترة 30 نوفمبر - 12 ديسمبر 2023 في مدينة دبي بدولة الإمارات العربية المتحدة. يُعقد المؤتمر سنويًا منذ اتفاقية الأمم المتحدة الأولى بشأن المناخ في عام 1992. وتهدف مؤتمرات تغير المناخ إلى تمكين الحكومات من الاتفاق على سياسات للحد من ارتفاع درجات الحرارة العالمية والتكيف مع التأثيرات المرتبطة بتغير المناخ. وكان من المقرر في الأصل أن ينتهي المؤتمر في 12 ديسمبر/كانون الأول، ولكن تم تمديده ليوم آخر بعد اعتراض بعض الحكومات على نص الاتفاق النهائي. وأخيرا، في 13 ديسمبر/كانون الأول، أعلن رئيس المؤتمر سلطان أحمد الجابر التوصل إلى اتفاق نهائي بين الدول المشاركة. وبموجب الاتفاق، تلتزم جميع الدول الموقعة على الاتفاق بخفض استخدام الوقود الأحفوري "بطريقة عادلة ومنظمة ومنصفة" من أجل مكافحة آثار تغير المناخ وتحقيق صافي انبعاثات الكربون صفر بحلول عام 2050.

## خلفية

### المدينة المضيفة
مؤتمر الأمم المتحدة لتغير المناخ هو مؤتمر سنوي تحضره جميع الدول الموقعة على اتفاقية الأمم المتحدة الإطارية بشأن التغير المناخي لعام 1994. يُعقد المؤتمر سنويًا، ويتم اختيار الدول المضيفة بالتناوب بين أعضائه الحاليين. يُعقد المؤتمر سنويًا، ويتم اختيار الدول المضيفة بالتناوب بين أعضائه الحاليين. في أوائل عام 2021، تقدمت الإمارات العربية المتحدة بطلب استضافة مؤتمر عام 2023. وتم اختيار دبي كدولة مضيفة في نوفمبر/تشرين الثاني من ذلك العام. كانت هذه هي المرة الثالثة التي تستضيف فيها دولة عضو في أوبك المؤتمر، بعد قطر في عام 2012 وإندونيسيا في عام 2007. تُعد الإمارات العربية المتحدة واحدة من أكثر دول العالم تأثرًا بتغير المناخ بسبب مناخها الحار والرطب للغاية.

## المشاركون
الشيخ محمد بن زايد آل نهيان رئيس دولة الإمارات العربية المتحدة
الملك حمد بن عيسى آل خليفة ملك مملكة البحرين
الملك عبدالله الثاني ملك المملكة الاردنية الهاشمية
الشيخ تميم بن حمد آل ثاني أمير دولة قطر
الرئيس عبدالفتاح السيسي رئيس جمهورية مصر العربية
الرئيس الدكتور عبداللطيف ريشد رئيس جمهورية العراق
الرئيس محمد ولد الغزواني رئيس الجمهورية الاسلامية الموريتانية
السلطان حسن البلقية سلطان بروناي دار السلام
الرئيس رجب طيب أردوغان رئيس جمهورية تركيا
الملك تشارلز الثالث ملك المملكة المتحدة
الرئيس الدكتور رشاد محمد العليمي رئيس مجلس القيادة الرئاسي بجمهورية اليمن
الرئيس الدكتور محمد يونس المنفي رئيس المجلس الرئاسي بدولة ليبيا
الرئيس إيمانيول ماكرون رئيس جمهورية فرنسا
الرئيس شوكت ميرضيايف رئيس جمهورية أوزبكستان
الرئيس بولا تينوبو رئيس جمهورية نيجيريا الاتحادية
الرئيس جوكو ويدودو رئيس جمهورية إندونيسيا
الرئيس الدكتور محمد عرفان علي رئيس جمهورية غيانا
الرئيس قاسم توقاييف رئيس جمهورية كازاخستان
الرئيس فلوديمير زيلينسكي رئيس جمهورية أوكرانيا
الملك توبو السادس ملك مملكة تونغا
الرئيس لويس إيناسيو رئيس جمهورية البرازيل الإتحادية
الرئيس ويليام روتو رئيس جمهورية كينيا
الرئيسة سامية حسن رئيسة جمهورية تنزانيا المتحدة
الرئيسة كاتلين نوفاك رئيسة جمهورية المجر
الرئيس ديني ساسو نغيسو رئيس جمهورية الكونغو
الرئيس ألكسندر فان دير بيلين رئيس جمهورية النمسا
الرئيس إمرسون منانغاغوا رئيس جمهورية زمبابوي
الرئيس عمر سيسكو إمبالو رئيس جمهورية غينيا بياسو
الرئيس غيتاناس ناوسيدا رئيس جمهورية ليتوانيا
الرئيس تشان سانتوخي رئيس جمهورية سورينام
الرئيس بول كاغامي رئيس جمهورية رواندا
الرئيس سانتياغو بيننا رئيس جمهورية باراغواي
الرئيس ألكسندر فوتشيتس رئيس جمهورية صربيا
الرئيس هاكايندي هيشيليما رئيس جمهورية زامبيا
الرئيسة زوزانا تشابوتوفا رئيسة جمهورية سلوفاكيا
الرئيس فيليب نيوسي رئيس جمهورية موزمبيق
الرئيس وافيل رامكالاوان رئيس جمهورية سيشل
الرئيس حاج جوتفري جينجوب رئيس جمهورية ناميبيا
الرئيس نيكوس خريستودوليدس رئيس جمهورية قبرص
الرئيس فاهاجن خاتشاتوريان رئيس جمهورية أرمينيا
الرئيس فيليكس تشيسكيدي رئيس جمهورية الكونغو الديمقراطية
الرئيس إسحاق هرستوغ رئيس إسرائيل
كامالا هاريس نائبة رئيس الولايات المتحدة الأمريكية
نجيب ميقاتي رئيس وزراء جمهورية لبنان
حسين عرنوس رئيس وزراء الجمهورية العربية السورية
أنوار الحق كاكر رئيس وزراء جمهورية باكستان الإسلامية
ريشي سوناك رئيس وزراء المملكة المتحدة
ناريندرا مودي رئيس وزراء جمهورية الهند
جورجا ملوني رئيسة وزراء جمهورية إيطاليا
شينزو آبي رئيس وزراء اليابان
أولاف شولتس مستشار جمهورية ألمانيا الإتحادية
شارل ميشيل رئيس المجلس الأوروبي
أنطونيو غوتيريش أمين عام الأمم المتحدة
الشيخ سالم عبدالله الجابر الصباح وزير خارجية دولة الكويت
المهندس سالم بن ناصر العوفي وزير الطاقة والمعادن بسلطنة عمان
علي أكبر محرابيان وزير الطاقة بالجمهورية الإسلامية الإيرانية
دينج شياو بينج الممثل الخاص لرئيس جمهورية الصين
أورسولا فون دير لاين رئيسة المفوضية الأوروبية

## رئاسة المؤتمر
تولت دولة الإمارات العربية المتحدة رئاسة الدورة الثامنة والعشرين لمؤتمر الأمم المتحدة للتغير المناخي 2023 وتولى رئاستها سلطان أحمد الجابر وزير الصناعة والتكنولوجيا المتقدمة بدولة الإمارات العربية المتحدة عقب تسلمه الرئاسة من سامح شكري وزير خارجية جمهورية مصر العربية رئيس الدورة السابقة السابعة والعشرين.

## الجلسة الافتتاحية
عقدت الجلسة الافتتاحية للمؤتمر صباح يوم الجمعة 1 ديسمبر 2023 في مقر أكسبو دبي بمدينة دبي حيث تفضل الشيخ محمد بن زايد آل نهيان رئيس دولة الإمارات العربية المتحدة بأفتتاح المؤتمر بحضور قادة وؤساء وفود الدول المشاركة وأمين عام الأمم المتحدة
وألقى رئيس دولة الإمارات العربية المتحدة كلمة خلال أفتتاحه للمؤتمر، وكما ألقى عدد من قادة الدول كلمات خلال الجلسة الافتتاحية للمؤتمر وكما ألقى أمين عام الأمم المتحدة كلمة خلال الجلسة.